# Jakobus-Kirche (Breckerfeld)

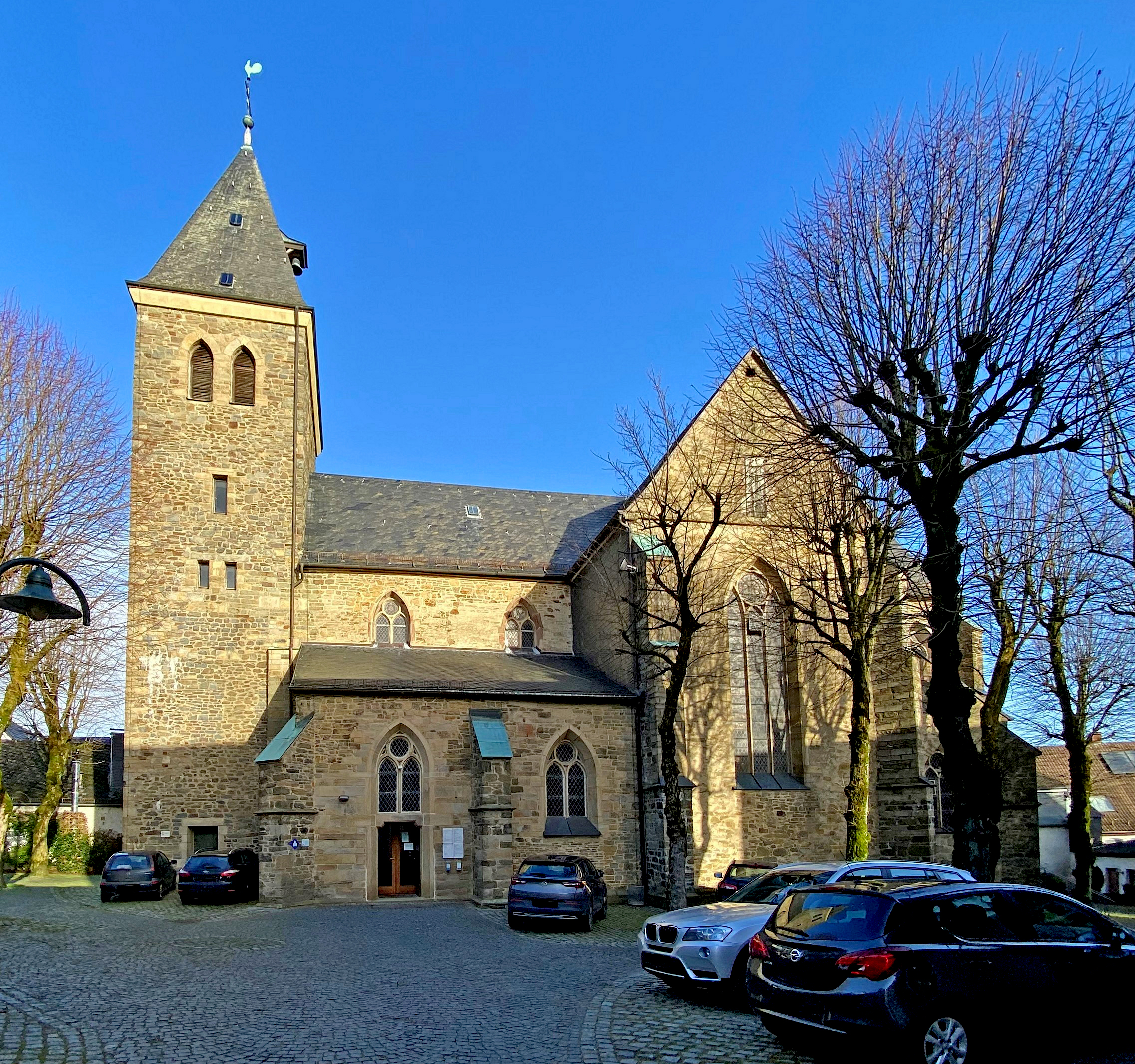
Jakobus-Kirche in Breckerfeld

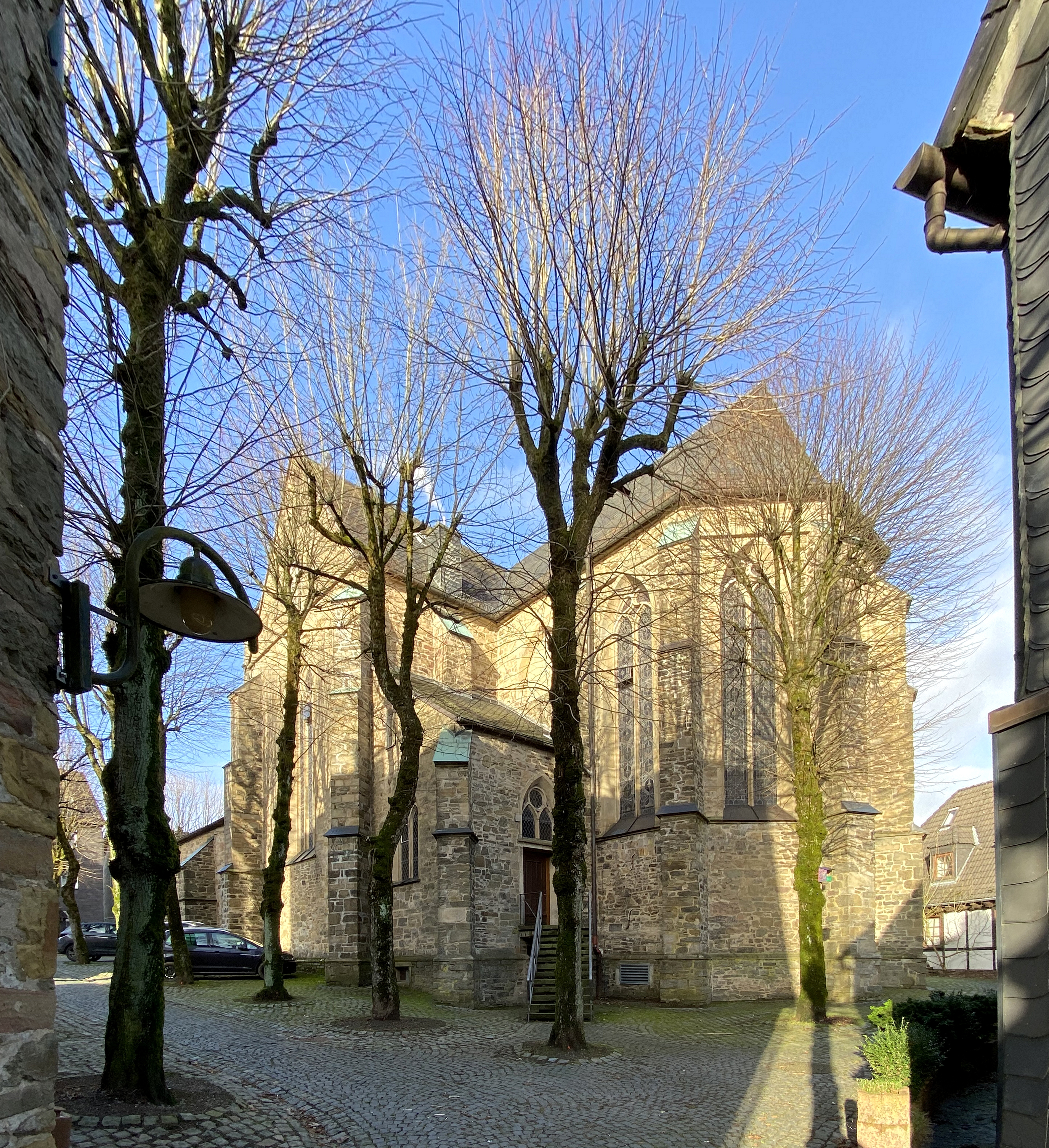
Choransicht

Die Jakobus-Kirche ist die Kirche der evangelischen Kirchengemeinde von Breckerfeld, einer Kleinstadt im Ruhrgebiet. Sie blieb, mit Ausnahme des Turms, der 1923 erbaut wurde, nahezu vollständig im spätmittelalterlichen Zustand erhalten und kündet bis heute von der Bedeutung Breckerfelds am Ende des Mittelalters.
Seit 1985 ist das Gebäude – ebenso wie die benachbarte katholische St.-Jakobus-Kirche – in die Baudenkmalliste von Breckerfeld eingetragen.

## Lage
Das hohe Mittelschiff und der mächtige Turm (von 1923) der Basilika prägen bis heute das Stadtbild Breckerfelds. Unübersehbar liegt die Kirche mitten im Stadtkern auf einer kleinen, nach Norden abfallenden Anhöhe, östlich der Frankfurter Straße. Vom ehemaligen Kirchhof blieben lediglich drei alte Grabplatten, die zur Erinnerung auf der Westseite des südlichen Seitenschiffes angebracht wurden. Umgeben wird der „Kirchenhügel“ außen von einem Kranz alter Häuser.

## Vorgeschichte
Die Pfarrei Breckerfeld wird erstmals 1252 erwähnt: Laut einer Urkunde des Kölner Stifts St. Severin besaß der Ritter Godfrid von Hövel das Recht, in Breckerfeld den Zehnt zu erheben. Nach einer finanziellen Abfindung gab er dieses Recht wieder dem Stift zurück. Aus dem Sachverhalt und aus einigen urkundlichen Textpassagen lässt sich schließen, das eine Pfarrei schon vor 1252 bestanden haben muss. Über das Aussehen der Pfarrkirche zu dieser Zeit gibt es nur ungenaue Vorstellungen. Bodenuntersuchungen lassen vermuten, dass der Vorgängerbau eine Hallenkirche des südwestfälischen Typs mit einer Gesamtlänge von nur 14,90 Metern war. Sie wurde zu klein für die aufstrebende Gemeinde und man beschloss Ende des 14. Jahrhunderts eine neue, größere Basilika zu errichten, die sowohl von der Gemeinde sowie auch von Pilgern des Jakobswegs genutzt werden konnte. Ab 1390 wurde sie in einem Zug errichtet, vermutlich erfolgte zuerst der Aufbau des Chores, nach dessen Abschluss dann die alte Pfarrkirche abgerissen wurde.

## Gebäude

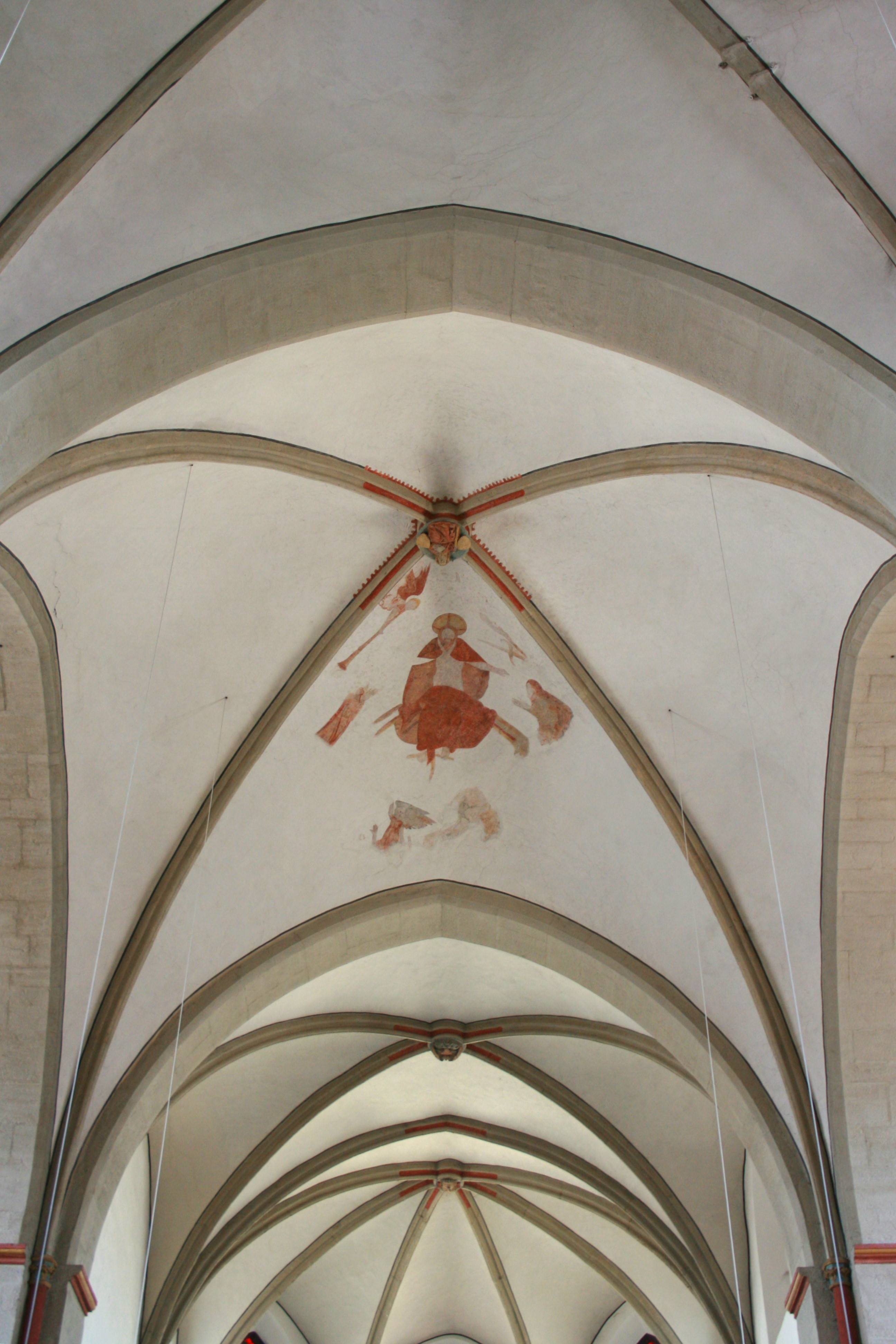
Blick in das Gewölbe

Die Jakobus-Kirche ist die einzige spätgotische Basilika Westfalens; was die Breckerfelder bewogen hat, die etwas aus der Zeit gefallene Bauart für ihre Kirche zu wählen, ist unbekannt. Sie erhebt sich in klaren Formen, die Bruchsteine sind nicht verputzt, auf dem Kirchhof. Das hohe Mittelschiff und die wesentlich niedrigeren Seitenschiffe werden von einem mächtigen Querhaus durchschnitten. Zusammen mit dem ungewöhnlich großen Chor betont die Querung den Ostteil der Kirche. Sie hatte früher auch einen eigenen Eingang, das so genannte Pilgertor, was die Vermutung nahelegt, dass das Querhaus als Pilgerkirche des Jakobsweg genutzt wurde. Auch der Schlussstein des südlichen Querjochs mit dem hl. Nikolaus ist als einziger auf dieses Portal ausgerichtet.
Die Sakristei auf der Südseite des Chores war ursprünglich zweigeschossig und öffnete sich im Obergeschoss wohl emporenartig zum Chor. Die ursprüngliche Öffnung ist von außen noch gut zu erkennen. Von außen sind in den Giebeln der Querung auch noch die Luken sichtbar, durch die in früheren Zeiten mit einem Kranbalken Korn in das Dach gebracht werden konnte, das dort eingelagert wurde.
Der Turm war das Sorgenkind in der Geschichte der Kirche. Bereits im 18. Jahrhundert begab sich ein Breckerfelder Pastor auf Kollektenreise, weil der Turm Risse zeigte und saniert werden sollte. 1805 schlug ein Blitz ein, und der Turm musste abgetragen werden. Erst 1838 hatte man das Geld für einen neuen Turm zusammen, doch dieser war so marode, dass er schon 1862 als „modernes Machwerk“ galt. Mehrfach mussten Schäden beseitigt werden, Eckstrebepfeiler wurden angefügt. 1911 musste er wieder abgetragen werden, wodurch wiederum der Westgiebel des nördlichen Seitenschiffes einzustürzen drohte. Wegen des Ersten Weltkriegs konnte jedoch erst 1922 mit der Errichtung eines dritten Turmes begonnen werden. In seiner Massigkeit orientiert er sich am ersten, zugleich wirkt seine Schlichtheit modern und fügt sich gut in das gesamte Ensemble ein. Heute ist er ein Wahrzeichen der Stadt Breckerfeld.

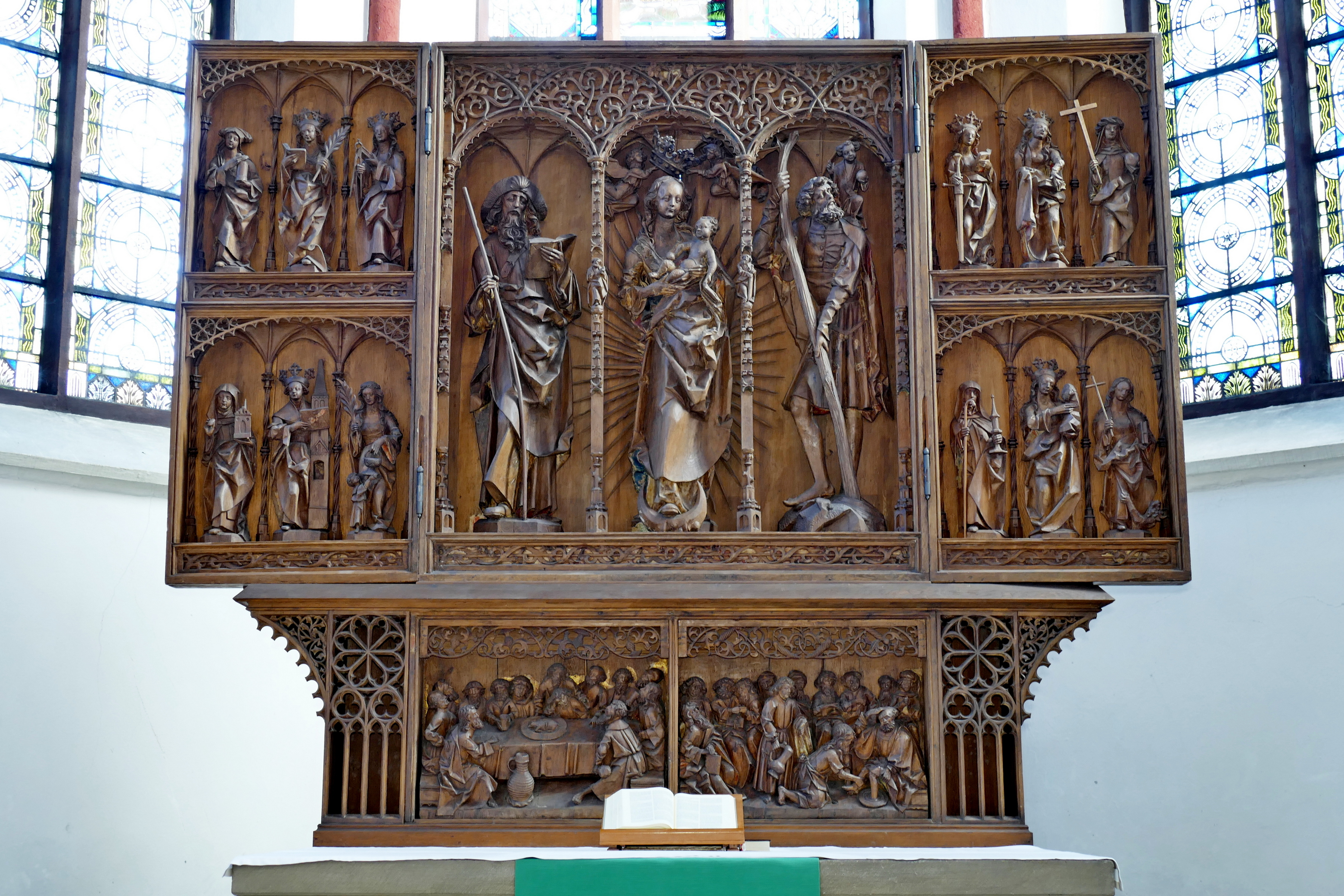
Flügelschnitzaltar (1510)

## Ausstattung
Der Flügelschnitzaltar der Jakobus-Kirche zählt zu den herausragenden Altären Westfalens. Aufgrund der Ausdruckskraft seiner Figuren, der fein ausgearbeiteten Details und der Balance der Gesamtkomposition gilt er als ein Meisterwerk seiner Zeit. Im Mittelschrein steht die Maria mit dem Kind, flankiert von den Heiligen Jakobus und Christophorus. Auf den beiden Seitenflügeln sind je sechs weibliche Heiligenfiguren dargestellt (von links oben nach unten rechts): Maria Magdalena, Amalberga von Gent (unsicher), Appollonia, Elisabeth von Thüringen, Barbara von Nikomedien, Dorothea, Katharina von Alexandrien, Lucia von Syrakus, Katharina von Siena, Klara von Assisi, Sunniva und Margareta von Antiochia. Unten zeigt die Predella zwei in ihrem Spannungsreichtum eindrucksvolle Reliefs, die das Abendmahl und die Fußwaschung Christi darstellen. Kunsthistorische Vergleiche der letzten Jahre legen nahe, dass der Breckerfelder Flügelschnitzaltar um 1510 in Lübeck vom so genannten Meister der Rosenkranzaltäre erschaffen wurde.
Die ungewöhnliche barocke Kanzel aus Eichenholz wurde 1740 von der Gemeinde der lutherischen Kirche in Schwelm angekauft. Das gotische Kruzifix  stammt aus dem 14. Jahrhundert. Das moderne Taufbecken und das Evangelienpult, beide in Bronze gegossen, wurden 1980, bzw. 1979 angeschafft.

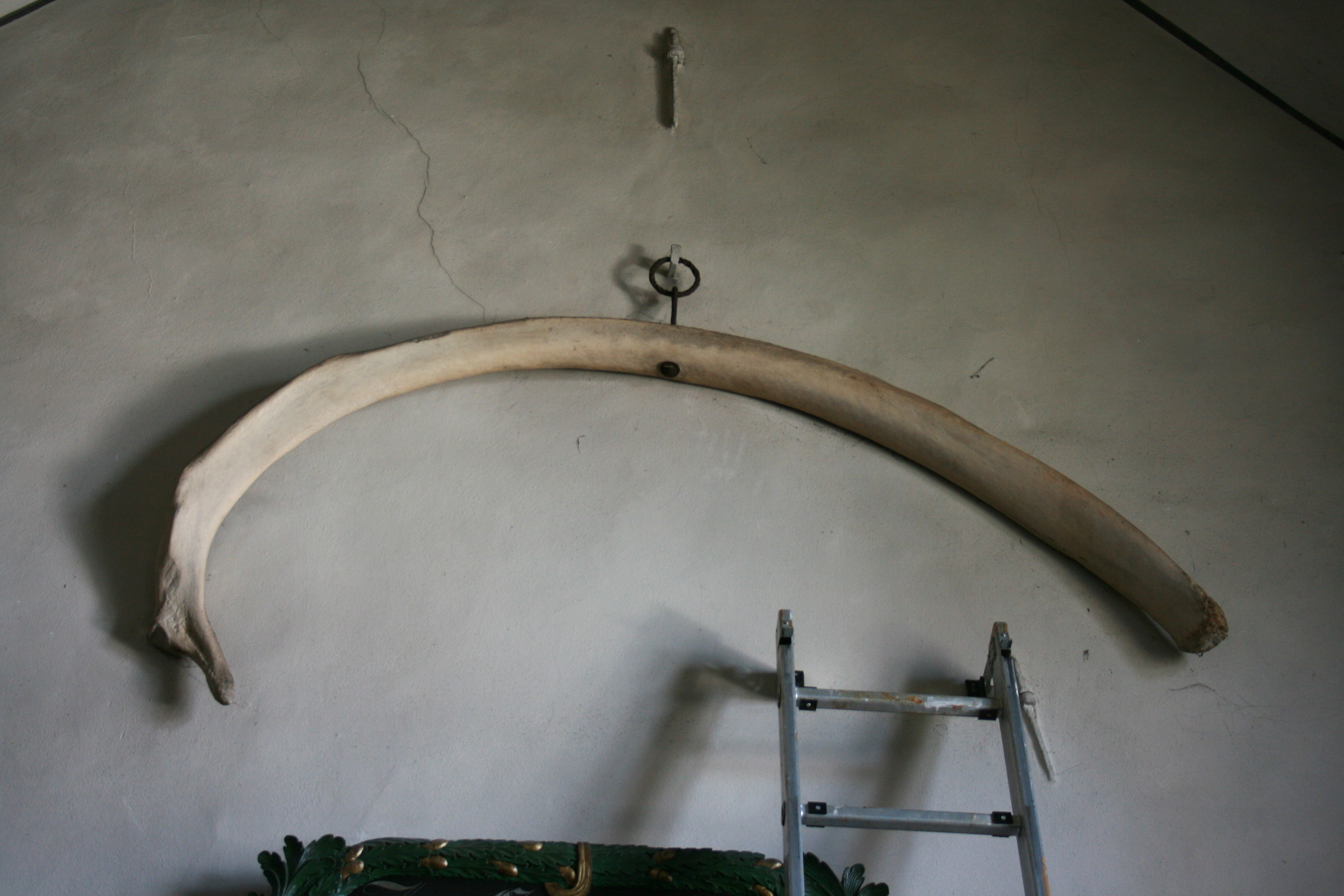
Wal-Rippe

Eine Besonderheit hängt an der Westwand der Kirche: die Rippe eines riesigen Wals. Es wird vermutet, dass sie im Mittelalter von Breckerfelder Kaufleuten in die Stadt gebracht wurde, um den staunenden Bürgern zu zeigen, welch riesige Tiere im Norden lebten. In der Nähe ist auch die Nachbildung eines Nagelkreuzes von Coventry zu sehen, das zur Versöhnung im Gedenken an die Luftangriffe des Zweiten Weltkrieges aufruft.

## Orgel

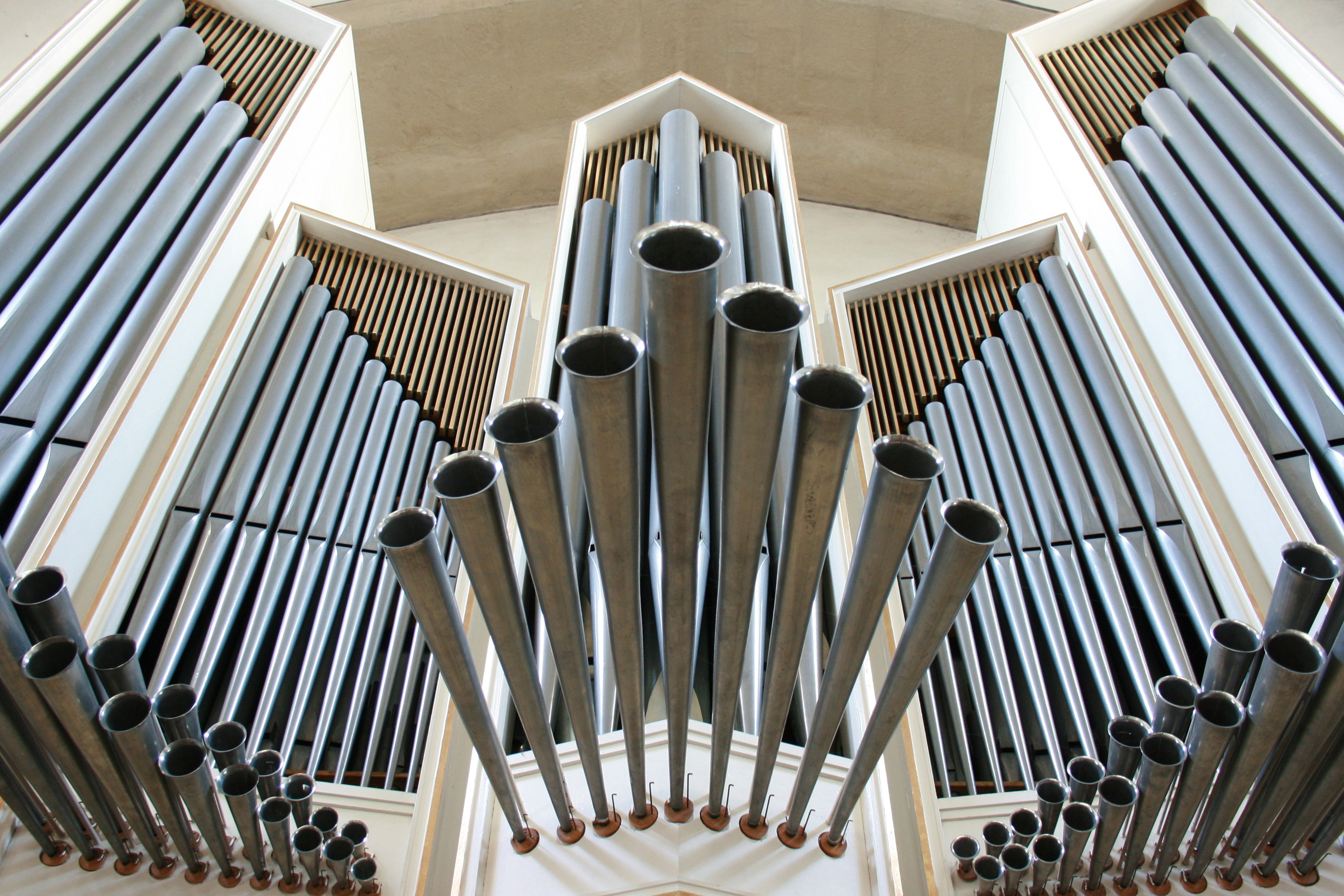
Blick auf die Orgel

Die Orgel stammt von 1960. Sie wurde von dem Orgelbauer Paul Ott aus Göttingen erbaut. Das rein mechanische Schleifladen-Instrument hat 19 Register auf zwei Manualen und Pedal.
| I Hauptwerk C–g3 |                    |       |
| 1.               | Prinzipal          | 8′    |
| 2.               | Rohrflöte          | 8′    |
| 3.               | Nachthorn          | 4′    |
| 4.               | Nasart             | 2 ⁄3′ |
| 5.               | Oktave             | 2′    |
| 6.               | Mixtur II-VI       |       |
| 7.               | Spanische Trompete | 8′    |

| II Rückpositiv C–g3 |            |    |
| 8.                  | Gedackt    | 8′ |
| 9.                  | Prinzipal  | 4′ |
| 10.                 | Sifflöte   | 2′ |
| 11.                 | Tertian II |    |
| 12.                 | Zimbel II  |    |
| 13.                 | Krummhorn  | 8′ |
|                     | Tremulant  |    |

| Pedal C–f1 |            |     |
| 14.        | Subbaß     | 16′ |
| 15.        | Baßflöte   | 8′  |
| 16.        | Oktave     | 4′  |
| 17.        | Gemshorn   | 1′  |
| 18.        | Mixtur III |     |
| 19.        | Posaune    | 16′ |

- Koppeln: II/I, I/P, II/P

## Glocken
Das Geläut der Jakobuskirche besteht aus drei historischen Glocken:
| Nr. | Name           | Nominal | Gewicht  | Durchmesser | Gussjahr | Gießer                  |
| --- | -------------- | ------- | -------- | ----------- | -------- | ----------------------- |
| 1   | Jakobusglocke  | e′-4    | 1.600 kg | 132 cm      | 1558     | ?                       |
| 2   | Marienglocke   | f′-2    | 1.000 kg | 118 cm      | 1558     | ?                       |
| 3   | Nikolausglocke | as′     | 600 kg   | 104 cm      | 1751     | Christian Wilhelm Voigt |

## Veranstaltungen
Die Jakobus-Kirche ist ganzjährig geöffnet: sonntags bis samstags 8.00 bis 18.00 Uhr (Winter) bzw. 8.00 bis 22.00 Uhr (Sommer).
Neben den verschiedenen Gottesdiensten, darunter auch Goldene Konfirmationen und ökumenische Gemeindefeste, ist der Kirchhof mit der Jakobus-Kirche durch den am Wochenende des 2. Advent stattfindenden Weihnachtsmarkt ein besonderer Anziehungspunkt geworden. Er wurde bereits 1980 erstmals durchgeführt und entwickelte sich rasch zu einem auch überregional wahrgenommenen Ereignis. In der Jakobus-Kirche finden in dieser Zeit ökumenische Andachten, Orgelkonzerte und Adventsmusik der Posaunenchöre und Männergesangsvereine statt.